# Consonant glotal
Una consonant glotal (o simplement glotal en l'àmbit de la fonètica) és una consonant que s'articula mitjançant la glotis, present a diverses llengües com l'anglès, el txec o l'àrab però no al català. El terme indica el punt d'articulació i s'aplica a fonemes com [h], [ɦ] i [?] (segons la transcripció de l'AFI), essent el primer i el tercer els més freqüents, tant com a sons purs com també modificacions d'altres consonants.